# Таламус
Таламус (на гръцки: θάλαμος) е структура от междинния мозък, която отговоря за обработката и по-нататъшното разпределяне към кората на главния мозък на информацията от сетивните органи, с изключение на обонянието. Тази информация под формата на електрически импулси постъпва в ядрото на таламуса, което се състои от две заоблени тела (ляв и десен таламус) от сиво мозъчно вещество, заграждащи третия мозъчен вентрикул.
Благодарение на силните реципрочни връзки между таламуса и мозъчната кора, той играе важна роля и за регулиране на сънното и будното състояния, възбудата, и степента на съзнание. Увреждането на таламуса може да доведе до перманентно състояние на кома.